# 重慶冶鋅遺址群
重慶冶鋅遺址群位於重慶市酆都縣、石砫縣、忠縣、酉陽縣等多处地方，文物遺址年代為明、清，2009年12月15日列為第二批重慶市文物保護單位。2013年3月5日列為第七批全國重點文物保護單位。
目前重庆境内发现的冶锌遗址分布在三大片区：
1. 丰都县沿江片区：丰都县至忠县长江两岸的台地上；
2. 石柱县齐曜山片区：丰都县武坪镇至石柱县，沿齐曜山呈东北-西南方向分布；
3. 酉阳县乌江片区：分布在乌江右岸的一些山包上。

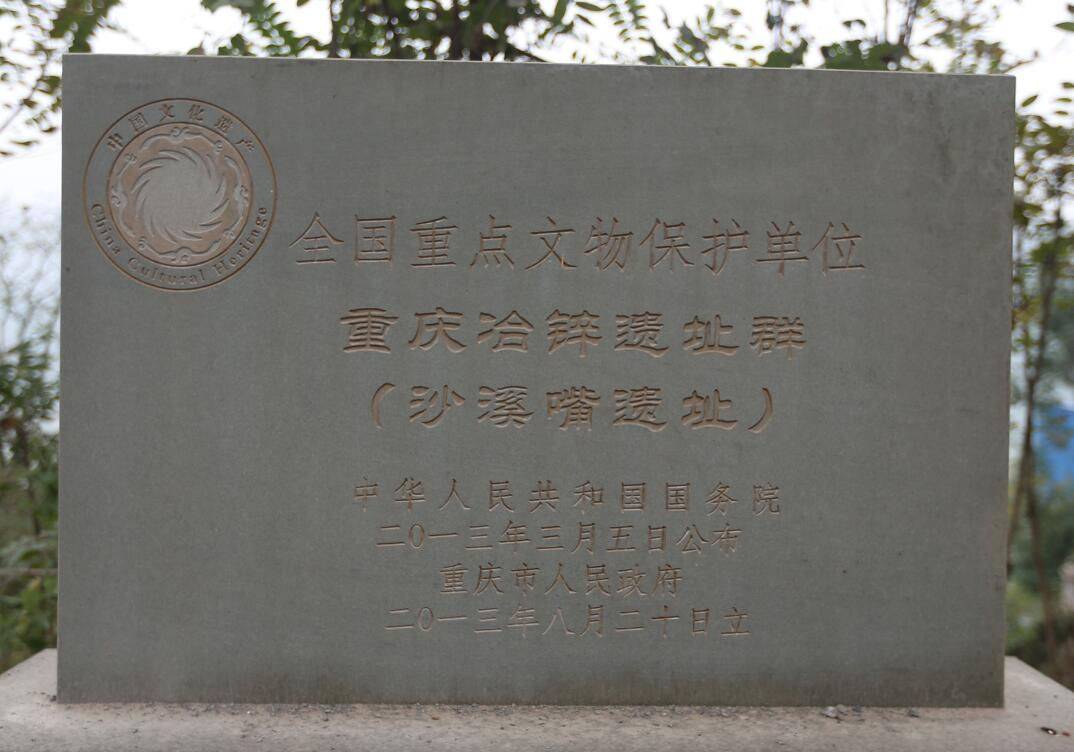
沙溪嘴遗址
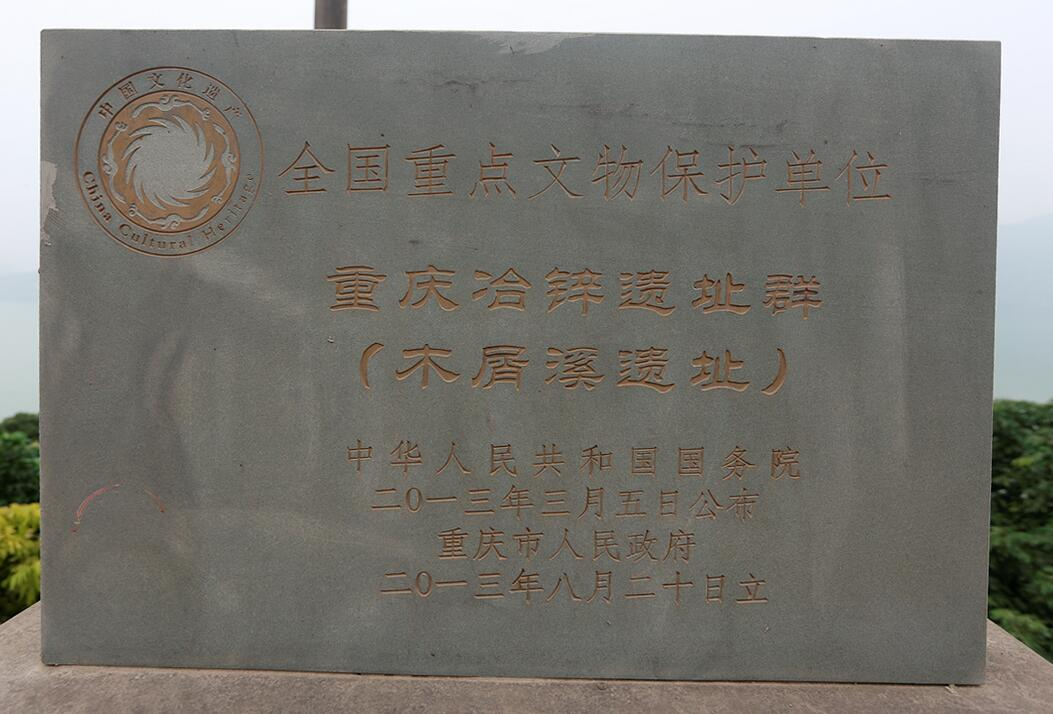
木屑溪遗址
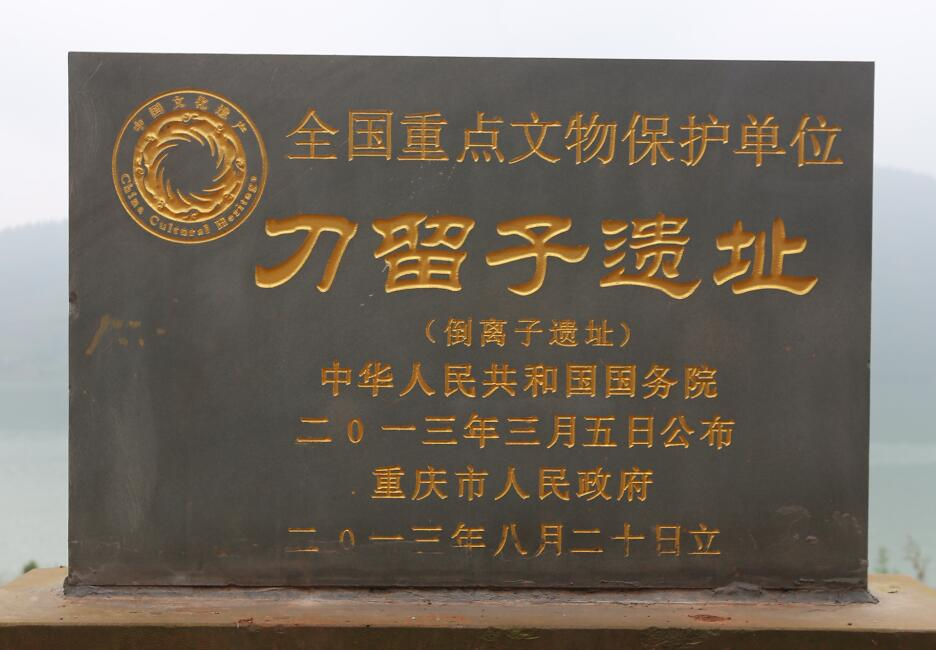
倒流子（刀留子）遗址